# Contea di Karakax
La contea di Karakax (喀拉喀什县S) o contea di Moyu (墨玉县S) è una contea della Cina, situata nella regione autonoma di Xinjiang e amministrata dalla prefettura di Hotan.